# Chilenización de Tacna, Arica y Tarapacá

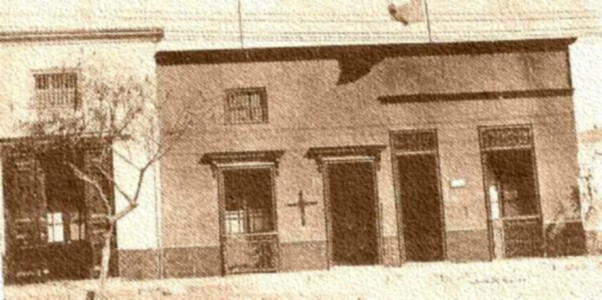
Cruz pintada con alquitrán por el grupo paramilitar chileno «Los Cowboys» (conocidos como «mazorqueros») en una casa de Tacna en 1926, para señalar que pertenecía a peruanos. A un costado, casa con bandera chilena.

La Chilenización de Tacna, Arica y Tarapacá es la denominación utilizada para designar un proceso de transculturación o aculturación impulsado por el Estado de Chile en los territorios incorporadas tras la guerra del Pacífico (1879-1883). Su objetivo fue implantar tradiciones y valores culturales chilenos, reemplazando aquellos de origen peruano y las costumbres de las comunidades indígenas locales.
En el Tratado de Ancón de 1883, la República del Perú cedió a la República de Chile, «perpetua e incondicionalmente», el territorio de Tarapacá. Además, se estipuló la administración chilena sobre las provincias de Tacna y Arica por un período de diez años, al cabo de los cuales se realizaría un plebiscito para definir su dominio y soberanía. Sin embargo, este plebiscito no se llevó a cabo y el litigio se resolvió  finalmente con el Tratado de Lima. Tanto Chile como Perú implementaron estrategias para asegurar su influencia sobre estos territorios y su población.
Chile impulsó la chilenización mediante el control de instituciones públicas y privadas, con especial énfasis en la educación fiscal, el servicio militar y la Iglesia católica. En respuesta, Perú promovió una red clandestina de apoyo a la identidad peruana a través de autoridades eclesiásticas, escuelas privadas y periódicos.
A inicios del siglo XX la «chilenización» se intensificó, especialmente en el contexto del primer centenario de la Independencia de Chile. Grupos nacionalistas chilenos crearon organizaciones como "ligas patrióticas" y clubes de diversa índole con el propósito de erradicar la influencia peruana en Tacna, Tarata, Arica y Tarapacá. Frente a esto, el Estado peruano llevó a cabo estrategias para contrarrestar las políticas de "chilenización" y conservar la adhesión de sus "provincias cautivas". Para ello, financió agentes que operaban en escuelas, parroquias, sociedades benéficas y medios de comunicación. Esto generó una doble administración en las provincias, con una estructura formal chilena y otra informal y clandestina promovida por Perú. Estas acciones peruanas motivaron a que durante las primeras décadas del siglo XX Chile aplicara políticas represivas contra agentes peruanos y la población irredenta.
El conflicto, que combinó acciones políticas y episodios de violencia, persistió hasta la firma del Tratado de Lima, el 3 de junio de 1929, que definió los límites definitivos entre ambos países.

## Antecedentes

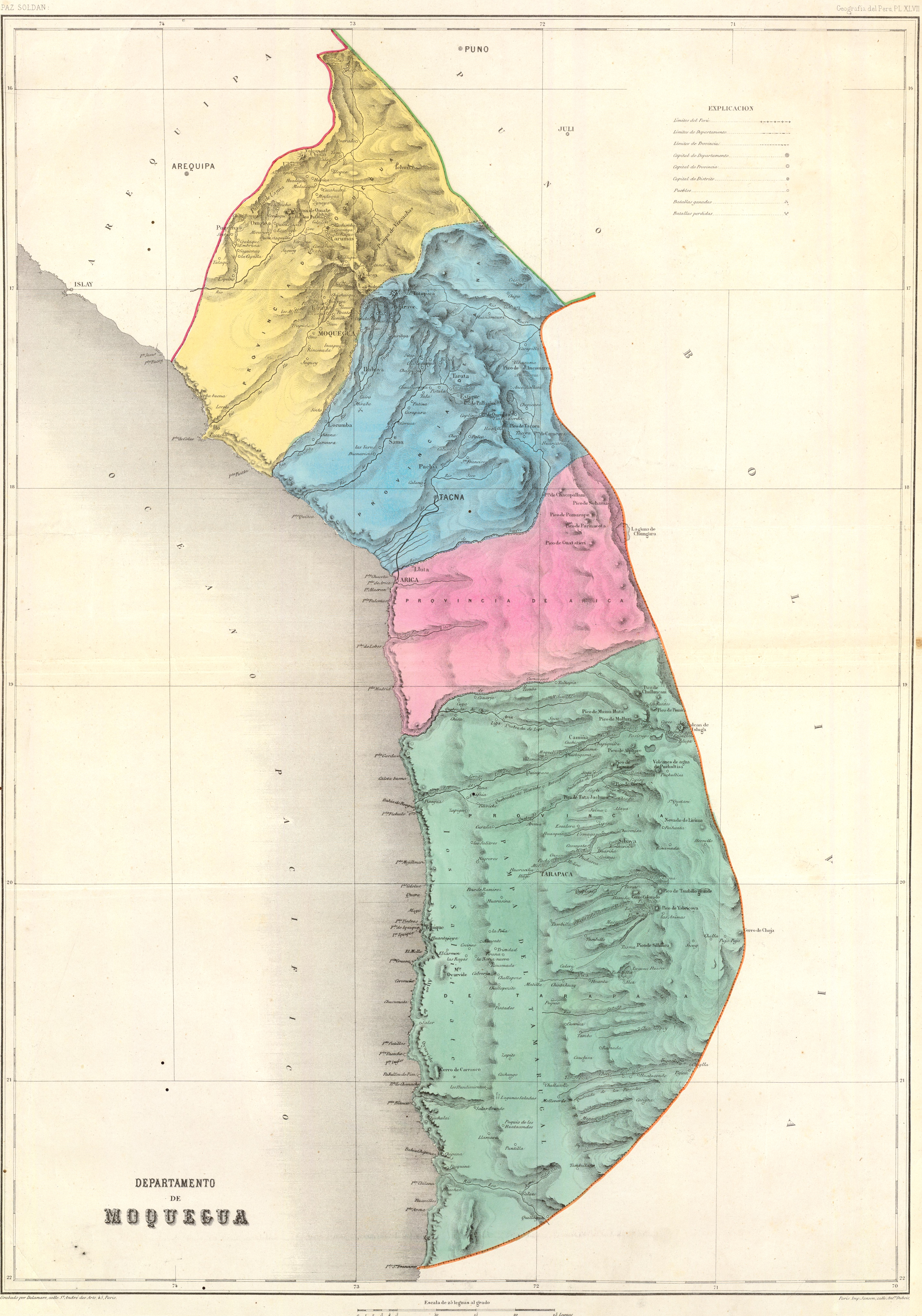
Tacna, Arica y Tarapacá en un mapa peruano

El 20 de octubre de 1883 se firmó el Tratado de Ancón entre los gobiernos de Perú y Chile. Este tratado buscó restablecer la paz y amistad entre los dos países, al final de su participación en la guerra del Pacífico, y estabilizar las relaciones post-bélicas entre ambos.
De acuerdo a las disposiciones del tratado, Chile obtuvo el dominio, perpetuo e incondicional, sobre el Departamento de Tarapacá y la posesión de las provincias de Tacna y Arica, y sujetas a la legislación y autoridades chilenas, por diez años contados desde la ratificación del tratado, que se efectuó durante el año 1884.
Vencido dicho plazo, se debía organizar un plebiscito que definiría si tales territorios quedarían bajo soberanía de Chile, o si continuarían siendo parte del territorio del Estado peruano. Aquel de los dos países a cuyo favor quedaren anexadas tales provincias, pagaría al otro la suma de diez millones de pesos chilenos de plata o soles peruanos de igual ley y peso de aquella. Un protocolo especial establecería la forma en que el plebiscito debía de tener lugar y los términos y plazos para el pago de la compensación económica señalada.
Finalmente tras muchas postergaciones, el general William Lasiter, presidente de la Comisión Plebiscitaria, afirmó que en Tacna y Arica había un "estado de terrorismo" y que era imposible un plebiscito "libre y justo", por lo que resolvió cancelar el plebiscito citando específicamente a la liga patriótica chilena conocida como los mazorqueros o cowboys quienes eran responsables de asesinatos, despariciones y robos en Tacna.

## Actividades chilenas y peruanas

### Administración territorial

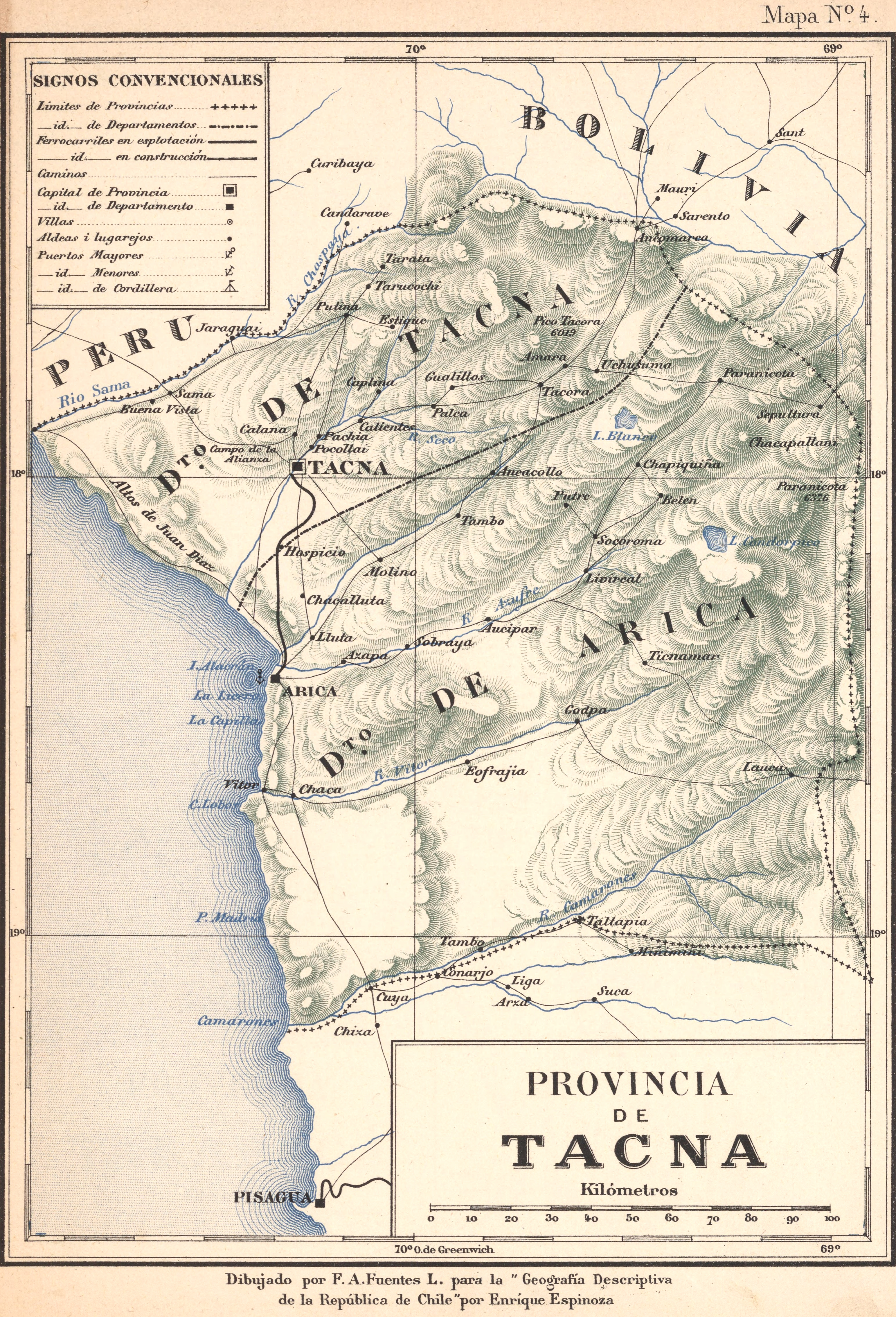
Mapa de la Provincia de Tacna, establecida por Chile en 1884.

El Estado de Chile creó el 31 de octubre de 1884 la Provincia de Tacna, sobre la base de los territorios de las provincias peruanas de Tacna y Arica del Departamento de Tacna poseídas en virtud del Tratado de Ancón, incorporándolos a su estructura político-administrativa de aquel entonces. Esta provincia, regida por un intendente, estuvo compuesta por los departamentos Tacna (con cabecera en Tacna) y Arica (con cabecera en Arica), regidos por gobernadores departamentales. La capital provincial fue establecida en la ciudad de Tacna. Más adelante se creó el departamento de Tarata, con cabecera en la comuna homónima.
Asimismo, también creó la Provincia de Tarapacá, a partir del territorio del departamento peruano de Tarapacá, cedido según el Tratado de Ancón a Chile por Perú. Dicha provincia estaba dividida en dos departamentos, Pisagua (con cabecera en Pisagua) y Tarapacá (cabecera en Iquique), con capital en la ciudad de Iquique. Además, el mismo año 1884, se creó por ley una Corte de Apelaciones "ubicada, por ahora, en Iquique, cuyo distrito judicial corresponderá a la provincia de Tarapacá y los territorios de Tacna i Arica, mientras éstos estén sometidos a la jurisdicción chilena […] i con la facultad en el Presidente de la República para trasladar dicha Corte a otra localidad de los territorios sometidos a la jurisdicción del mismo tribunal, de acuerdo con el Consejo de Estado". En septiembre de 1887 se decretó el traslado de dicha Corte de Apelaciones a la ciudad de Tacna, para que entrase en funciones a contar del 1 de octubre del mismo año.
Por medida o influencia de la autoridad chilena, en Tacna, Arica y Tarapacá las calles comenzaron a ser renombradas y se alteraron las efemérides locales, como sucedió con la Alameda Bolognesi. Algunos de estos casos fueron los siguientes:
| Ciudad  | Nombre anterior                     | Nombre posterior                            |
| ------- | ----------------------------------- | ------------------------------------------- |
| Tacna   | Alameda                             | Baquedano                                   |
| Tacna   | 28 de Julio                         | 26 de Mayo                                  |
| Tacna   | Matriz                              | Prat                                        |
| Tacna   | 2 de Mayo                           | General del Canto                           |
| Tacna   | Siete Vueltas                       | Carrera Pinto                               |
| Arica   | 2 de Mayo                           | 21 de Mayo                                  |
| Arica   | 28 de Julio                         | Rafael Sotomayor                            |
| Arica   | Bidaubique                          | Patricio Lynch                              |
| Arica   | Atahualpa (y su prolongación Maipú) | Maipo                                       |
| Arica   | Ayacucho                            | Yungay                                      |
| Arica   | Bolognesi                           | General Velásquez                           |
| Iquique | Tacna                               | Obispo Labbé                                |
| Iquique | Zela                                | Luis Uribe                                  |
| Iquique | Arequipa y 2 de Mayo                | Patricio Lynch                              |
| Iquique | Junín                               | Eleuterio Ramírez                           |
| Iquique | Ayacucho                            | Bartolomé Vivar                             |
| Iquique | Puno                                | Barros Arana                                |
| Iquique | Hospital                            | Amunátegui                                  |
| Iquique | Cavancha                            | Juan Martínez                               |
| Iquique | Cajamarca                           | Sotomayor                                   |
| Iquique | Santa Rosa y Vigil                  | Esmeralda                                   |
| Iquique | Lima y Tarata                       | Ignacio Serrano                             |
| Iquique | Calle Nueva                         | Manuel Thomson                              |
| Iquique | Ancash                              | Latorre y Riquelme                          |
| Iquique | Ucayali                             | Alejandro Gorostiaga                        |
| Iquique | Marañón                             | Arturo Wilson                               |
| Iquique | Huancavelica                        | Baquedano                                   |
| Iquique | Tumbes                              | Manuel Orella                               |
| Iquique | Camiña                              | Pedro Lagos                                 |
| Iquique | La Libertad                         | Covadonga                                   |
| Iquique | Pichincha                           | Roberto Souper (hoy Arturo Prat)            |
| Iquique | Plaza del Reloj                     | Plaza Arturo Prat                           |
| Iquique | Plaza Mercado                       | Plaza Carlos Condell                        |
| Iquique | Plaza Escuela Taller                | Plaza Manuel Montt (hoy Mercado Centenario) |

La discriminación hacia la población de origen peruano fue notoria en las obras públicas promovidas por el Estado que perjudicaron al oasis de Pica y los valles cercanos de Quisma y Matilla, ya que sus aguas fueron expropiadas para abastecer a Iquique.
El diario La Unión de Valparaíso, en 1902 señalaba que "Una generación se ha sustituido a otra en la Alsacia y Lorena y, a pesar de esto y a pesar del talento y discreción de los políticos alemanes todavía el sentimiento francés anima a esas provincias. Y nosotros creemos que con unas cuantas casas y edificios, con la presencia de una Corte, con la presencia de algunos periodistas y de algunas autoridades chilenas podemos chilenizar a Tacna y Arica, donde el sentimiento peruano se mantiene en tensión continua y es hoy mucho más vivo y ardoroso que antes […] Parece que ya hay tiempo de sobra para desengañarnos, para conocer que en todas estas tentativas de chilenización, lo único que se chileniza es el dinero del Fisco, y hasta se le peruaniza, puesto que los gastos se convierten en mejoras de ciudades que al fin, pueden pasar al poder del Perú, sin beneficio alguno para nosotros".
El proceso de chilenización de Tacna y Arica estuvo directamente relacionado con las negociaciones por el plebiscito establecido en el Tratado de Ancón.

### Escuela fiscal y escuelas privadas

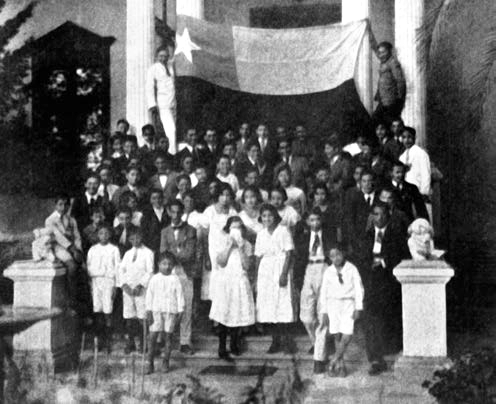
Fotografía de principios del, que muestra a niños tacneños rindiendo respeto a los símbolos patrios chilenos.

La chilenización como acción de Estado provino en la escuela fiscal, donde las clases se realizaban con libros de texto chilenos, y donde se enfatizaba las disciplinas como la gimnasia, los ejercicios premilitares y el tiro escolar. En contraposición, los peruanos de Tacna, Arica y Tarapacá crearon y mantuvieron sus propias escuelas, con el fin de inculcar los valores peruanos a sus hijos.
El presidente de Perú Nicolás de Piérola encargó a Modesto Molina la organización de las escuelas privadas en Tacna y Arica. Oswaldo Zeballos Ortiz, director del "Colegio Peruano de Arica" expresaba a sus alumnos, el 23 de diciembre de 1899: "Estudiad, para que descorriendo el velo de la historia patria, os hagáis también mejores hijos de ella; ella que hoy más que nunca necesita de vuestro concurso, sus hijos más predilectos, que sacarla puedan del abismo de desgracias adonde la arrojaran la envidia de los de afuera y la perversa y mal intencionada ambición de los de adentro".
A inicios del año 1900, el gobierno de Chile decidió clausurar todas las escuelas peruanas, ubicadas en las localidades de Codpa, Belén, Estique, Socoroma, Para, San Miguel de Azapa, Calana, Pachía, Tarata, Putre, Tacna, Arica y Livílcar. En junio del mismo año llegaron los materiales para las escuelas fiscales chilenas que se crearían en los territorios de Tacna y Arica, y que comenzaron a operar el 1 de marzo de 1901.
El 14 de noviembre de 1900, la medida fue reclamada por el canciller Enrique de la Riva Agüero y el cónsul peruano en Santiago, Cesáreo Chacaltana.
Frente a la medida adoptada por las autoridades chilenas, los habitantes peruanos decidieron crear centros clandestinos de educación. Así, por ejemplo, el historiador peruano Jorge Basadre debió estudiar en una escuela clandestina denominada "Santa Rosa", dirigido por la peruana Carlota Pinto de Gamallo, usando el texto chileno de José Abelardo Núñez, hasta que viajó a Lima a los nueve años.
Al respecto, en enero de 1901, el diario "La Unión" de Valparaíso expresaba que "Después de quince años nos hemos acordado de que debíamos chilenizar a Tacna y Arica, es decir, que debíamos ganarla por bien para nuestro territorio […] era justo y correcto suprimir las escuelas que mantenía el gobierno peruano […] correcto y legal era suprimir las que públicamente mantenía un gobierno extranjero y someter el resto a planes y textos chilenos; pero no suprimirlas todas. Esas maestras y maestros no dejarán de enseñar ahora en casas particulares y su enseñanza no será ciertamente favorable a Chile".
Así también en los liceos, los estudiantes peruanos eran obligados a llevar una escarapela chilena y cantar el himno nacional chileno.

### Servicio militar obligatorio
Chile estableció el servicio militar obligatorio en septiembre de 1900, mediante la Ley N.º 1.362, de "Reclutas y Reemplazos del Ejército y la Armada", que dispuso la conscripción obligatoria para los hombres de 20 a 45 años de edad, por un período de un año.
Las autoridades chilenas aplicaron tal normativa incluyendo las provincias de Tacna, Arica y Tarapacá. La Corte Suprema de Chile, en octubre de 1917, al resolver un recurso de casación en el fondo interpuesto por jóvenes hijos de peruanos nacidos en la provincia de Tacna, estimó que los territorios de Tacna y Arica estaban plenamente sometidos a la soberanía chilena y formaban parte integrante de su territorio y que, por tanto, las personas nacidas allí después de la celebración del Tratado de Ancón, aunque fuesen hijos de peruanos, eran chilenos y debían cumplir con las obligaciones que a estos imponía la ley de reclutas y reemplazos del ejército.
Por lo anterior, se reclutó a jóvenes peruanos que habitaban la zona de Tacna y Arica, quienes fueron enviados a Santiago para servir en el ejército de Chile. Para no realizar el servicio militar, los hombres peruanos, dentro del rango etario de conscripción, comenzaron a abandonar la zona, convirtiéndolas a Tacna y Arica en ciudades habitadas por mujeres, ancianos y niños peruanos. Situaciones similares también ocurrieron en Tarapacá, aunque en menor escala y diferente contexto. En Tarapacá, la población de origen peruano no era la mayoría y la zona estaba bajo dominio de Chile de acuerdo al Tratado de Ancón.
Hacia 1919 en Tacna, debido al reclutamiento para el servicio militar, de los 19 000 habitantes restantes, 8000 eran militares chilenos; por ello, muchas mujeres tacneñas permanecieron solteras. Ese escenario es descrito en la obra La señorita de Tacna de Mario Vargas Llosa, basada en las vivencias de su tía Mamaé (donde relata cómo "Elvira" lleva una relación sentimental con "Joaquín", un oficial chileno, leyendo versos del poeta Federico Barreto).

### Sacerdotes y religiosidad

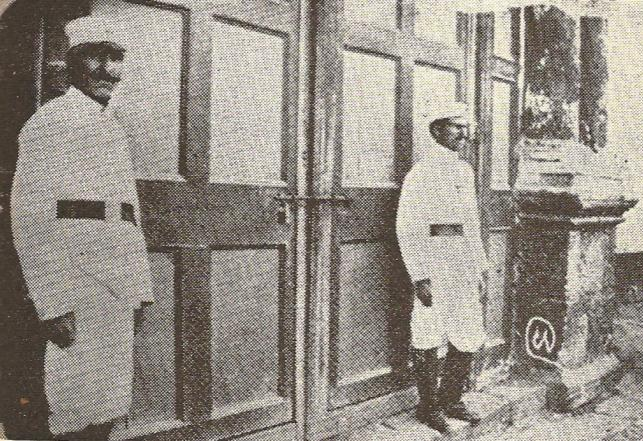
Clausura de la iglesia San Ramón por orden del intendente Máximo Lira. Tacna 1909.

En materia eclesiástica, aunque poseídos por Chile, los territorios de Tacna y Arica seguían dependiendo de la diócesis de Arequipa, en Perú, según lo había dispuesto la Santa Sede.
Los sacerdotes peruanos se valieron de su posición para mantener vivo el apego a su patria, a través del uso del púlpito. La prédica y el sermón se proyectaban en los hogares a los ciudadanos peruanos, quienes en tertulias, folletines y actos cívicos mostraban también su identificación con su origen nacional.
En 1909, circuló un documento secreto, elaborado por una Comisión Consultiva Especial chilena, que recomienda, para asegurar para sí los territorios de Tacna y Arica, "[…] expulsar a los sacerdotes peruanos y reemplazarlos por otros, chilenos".
Al poco tiempo, con el fin de desmantelar el nacionalismo de los peruanos, Chile optó por reemplazar a los sacerdotes de origen peruano, comenzando por los curas párrocos. Esta política repercutiría en las relaciones entre la Santa Sede y el gobierno chileno y generaría los incidentes entre la FECH y Monseñor Sibilia el nuncio papal en 1913.

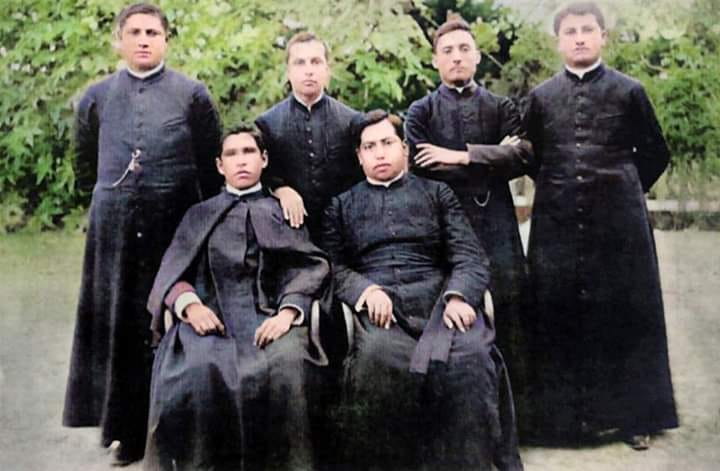
Sacerdotes peruanos expulsados de Tacna y Arica por las autoridades de administración chilena. De izquierda a derecha sentados: José M. Flores Mextre y J. Vitaliano Berroa, párroco de Tacna y Arica respectivamente (De pie: Francisco Quiroz, Teniente Cura de Tacna; Juan Indacochea Zeballos, cura de Codpa; José Félix Cáceres, cura de Tarata; Juan G. Guevara, auxiliar de la parroquia de Arica.-1910).

El intendente de Tacna Máximo Lira, el 27 de febrero de 1910, decretó la expulsión de tales sacerdotes, en cumplimiento a las órdenes expedidas por el ministro Agustín Edwards Mac-Clure; Fueron detenidos en el cuartel de policía por el prefecto Manuel Barahona y, el 15 de marzo siguiente, custodiados por nueve carabineros, fueron llevados hasta Sama. Los sacerdotes expulsados fueron: José María Flores Mextre (párroco de Tacna); Juan Vitaliano Berroa (párroco de Arica); Francisco Quiroz (cura de Tacna); José Mariano Indacochea Zeballos (cura de Codpa); José Félix Cáceres (cura de Tarata); Juan Gualberto Guevara (auxiliar de la parroquia de Arica, quien después fuera cardenal y arzobispo de Lima); Esteban Toccafondi (cura de Sama).
Este hecho motivó un nuevo rompimiento de las relaciones diplomáticas entre el Perú y Chile.
Por otro lado, cuando los capellanes militares de Chile asumieron parte de la tarea de crear sentimientos de chilenidad en la región, se prohibió la celebración de la fiesta de la Virgen de las Peñas, promoviendo su reemplazo por la veneración de la Virgen del Carmen, patrona del ejército chileno.
Asimismo, la Fiesta de La Tirana, una celebración de carácter religioso, de origen aimara, que a fines del siglo XIX se realizaba en diversas fechas –6 de agosto para los bolivianos, 28 de julio para los peruanos, y 16 de julio para los chilenos–, pasó, hacia 1910, a ser incluida en el calendario chileno, fijándose para ella un único día: el 16 de julio, evocando a la Virgen del Carmen; viéndose afectadas de esa forma las antiguas cofradías de origen peruano y boliviano.

### Logias y organizaciones civiles peruanas

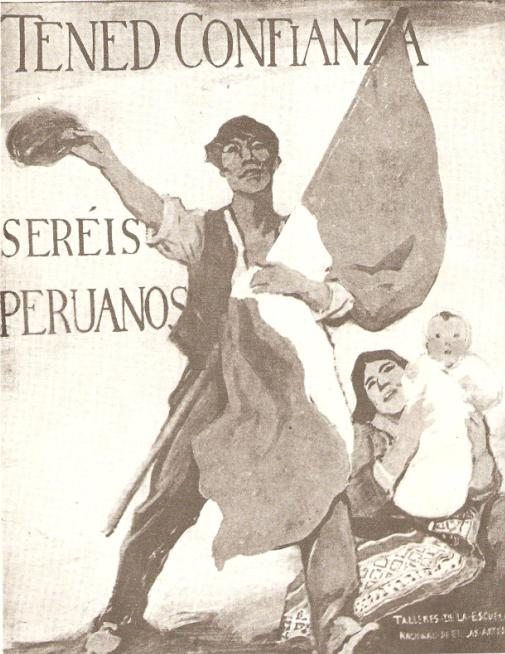
Cartel propagandístico destinado a las poblaciones peruanas de Tacna y Arica. Obra de la Escuela Nacional de Bellas Artes.

Los habitantes peruanos, con la finalidad de conservar los valores patrios en las zonas poseídas por Chile, y promover la recolección de fondos para el eventual pago, estipulado en el Tratado de Ancón, establecieron diversas asociaciones y logias masónicas.
En 1893 se creó en Tacna la logia peruana "Constancia y Concordia", presidida por Rómulo Cúneo Vidal. Hacia 1898 existían en Arica las logias peruanas "Morro de Arica" №12, dependiente del Supremo Consejo Confederado del Perú y "Fraternidad Universal" №20, dependiente de la Gran Logia del Perú.
Por otro lado, en la zona de Tarapacá, bajo dominio chileno, también se formaron logias peruanas. Así, por ejemplo, en Iquique las logias "Fraternidad y Progreso" №9, "Unión Fraternal" №13, y en Pisagua, la logia simbólica "Caridad" №15, fundada en 1894 por Alfredo Corrales, dependiente del Supremo Consejo Confederado del Perú. Esta última, paso a depender de la Gran Logia de Chile, como "Caridad" №26, el 31 de diciembre de 1896.
El 25 de octubre de 1897, José M. Trucios solicitó a la logia peruana "Morro de Arica" №12 su documentación con la finalidad de incorporarla a la Gran Logia de Chile; de la que pasó a depender desde el 28 de febrero de 1898, bajo el №29.
En julio de 1901, se fundó en Arica la "Liga Naval de Señoras" para contribuir en la colecta que se realizaba en Lima para la compra de un buque de guerra. Desde abril de 1900, las logias ariqueñas "Fraternidad Universal" y "Morro de Arica" y la tacneña "Constancia y Concordia" empezaron a entablar reuniones conjuntas, alentadas por la Gran Logia del Perú.
En 1904, la logia "Fraternidad Universal" №20 terminó sus actividades, siendo Julio Arturo Ego-Aguirre su último presidente, reconociendo que la amenazaban peligros a los cuales debía enfrentar. La logia "Morro de Arica" №29, debido a la muerte de algunos de sus miembros, el abandono de la ciudad de otros y la desconexión con la central peruana, también finalizó sus actividades en 1904. Los socios restantes se incorporaron a la logia de Tacna "Constancia y Concordia".

### Ligas patrióticas chilenas

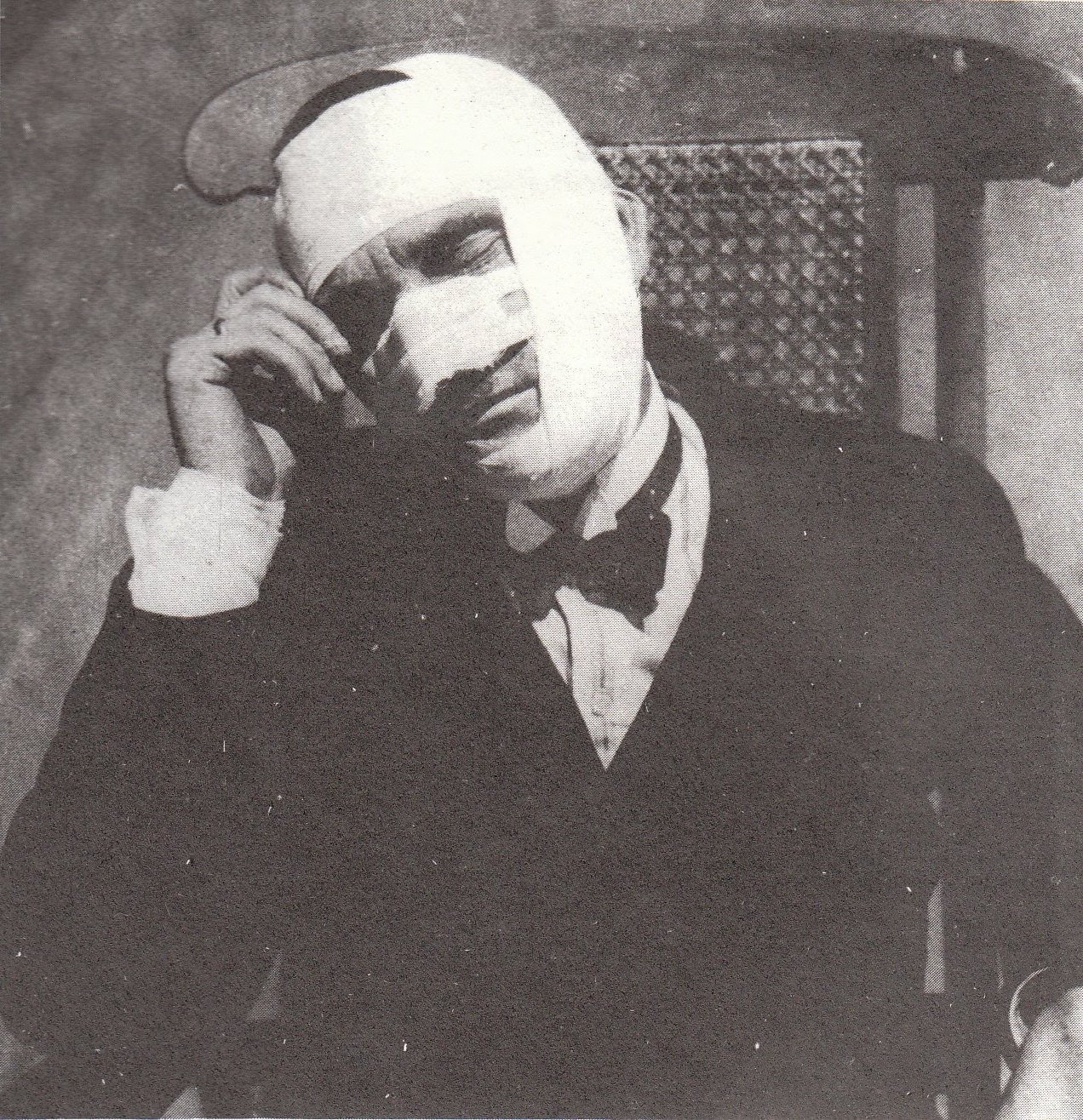
Jorge Basadre herido de una pedrada en la frente por agrupaciones chilenas contrarias al plebiscito de Tacna y Arica. Arica, 15 de mayo de 1926. Foto del diario "El Comercio" de Lima.

En 1909 se crearon organizaciones civiles ultranacionalistas chilenas, denominadas ligas patrióticas, con nombres tales como "Mano Negra", "Mazorqueros", "Sociedad Estrella de Chile", "Liga Patriótica de Tacna", que persiguieron a los peruanos, incendiando casas, escuelas, diarios, clubes, comercios y prostíbulos. Los paramilitares, bajo un supuesto amparo del gobierno de Chile, cometieron asesinatos, desapariciones, y expulsaron a habitantes peruanos. Promovieron sus acciones a través de pasquines tales como "El Eco Patrio", "El Ajicito", "El Corvo", "El Roto Chileno", "La Liga Patriótica", "El Chileno", "El Lucas Gómez", "El Plebiscito".
El gobierno de Chile intentó disolver estas organizaciones en 1912, pero no logró su objetivo. En 1919 Belisario Salinas, de la Liga Patriótica de Antofagasta, propuso, con la finalidad de reemplazar los valores peruanos y bolivianos por los chilenos, promover la celebración de las batallas de Maipú y de la Concepción, retirando del consulado peruano de Iquique banderas peruanas el 28 de julio.
Respecto a la zona de Tarapacá, Lautaro Núñez Atencio, arqueólogo iquiqueño descendiente de peruanos y Premio Nacional de Historia de Chile, señala que "[…] grupos organizados conocidos como las Ligas Patrióticas provocaron la expulsión de los peruanos a través de acciones donde la violencia fue el instrumento principal. Asesinatos, robos, discriminación y abusos de todo tipo, eran cosa de todos los días […] queda claro que se trata de sucesos dramáticos ocurridos en la comarca tarapaqueña, como si aquel dios cautivo anterior a los incas, el travieso Tarapacá, hubiera marcado para siempre el destino cautivo de la región […] Esta vez cautivo en las provincias que pasaron a ser chilenas y que para desperuanizarlas cayeron en manos de los demonios xenófobos […]".
La Federación de Estudiantes de la Universidad de Chile criticó abiertamente la patriotería, la xenofobia y el militarismo en su revista oficial "Claridad". Su posición era la devolución de Tacna y Arica a Perú. Cuando emplazaron al gobierno chileno por la absurda movilización llamada Guerra de don Ladislao solo para distraer la atención ciudadana, el 21 de julio de 1920 su sede fue atacada y destruida por grupos nacionalistas y sus dirigentes fueron apresados.

### Prensa
Diarios publicados en Tacna y Arica realzaban los valores patrióticos peruanos, algunos de los cuales llegaron a ser clausurados por la autoridad chilena. Mientras, diarios publicados por chilenos en la zona eran utilizados para promover la chilenización y atacar a los editores de los periódicos peruanos.
Sobre el papel de la prensa, en el diario La Unión de Valparaíso, en marzo de 1901, se expresaba que "No hace aún dos años que se fundó un diario para ayudar a chilenizar a Tacna. Pero sus redactores suelen meterse en discusiones y polémicas con guante blanco. Se han publicado en ese diario ofensas colectivas a la sociedad tacneña, que habrían justificado una asonada popular. Ahora bien, para ningún tacneño es un misterio el papel que veladamente tiene en ese diario la administración chilena".

### Política sobre Tacna y Arica
El artículo 3 del Tratado de Ancón disponía que las provincias de Tacna y Arica, aunque jurídicamente peruanas, quedarían en posesión del Estado chileno durante diez años, tras los cuales un plebiscito popular determinaría su destino.
La historiografía peruana sostiene que la conducta diplomática chilena para dar cumplimiento al tratado de Ancón fue dilatoria y de mala fe, buscando ganar tiempo para llevar a cabo su política de chilenización en los territorios que administraba principalmente mediante la migración de población chilena y el reemplazo de los valores culturales peruanos.

Después de quince años nos hemos acordado de que debíamos chilenizar a Tacna y Arica, es decir, que debíamos ganarla por bien para nuestro territorio […] era justo y correcto suprimir las escuelas que mantenía el gobierno peruano […] correcto y legal era suprimir las que públicamente mantenía un gobierno extranjero y someter el resto a planes y textos chilenos; pero no suprimirlas todas. Esas maestras y maestros no dejarán de enseñar ahora en casas particulares y su enseñanza no será ciertamente favorable a Chile
Diario chileno "La Unión" de Valparaíso (enero de 1901)

En 1921 el doctor Carlos Vicuña Fuentes, en ese entonces militante del partido radical chileno, se expresaba así ante una numerosa asamblea política en Santiago:

Todos sabemos que Tacna y Arica no son históricamente chilenas, que no están pobladas por chilenos, que las tenemos en nuestro poder irregularmente, en virtud del tratado de Ancón que no hemos querido cumplir, y que hemos impuesto allí un régimen oprobioso de tiranía con el candoroso anhelo de chilenizar las provincias por la fuerza. Analicemos si la conservación de esta presa guerrera vale la pena de los sacrificios que nos cuesta.

La pretendida chilenización de Tacna y Arica cuesta sumas fabulosas, tal vez más de quinientos millones de pesos, salidos de todos los Ministerios, y más que nada por los conductos secretos del Ministerio de Relaciones Exteriores. Y todos esos millones se han gastado en hacernos odiar, en persecuciones criminales, en el veneno de la mentira y de la injusticia y en orgías indignas. La administración chilena ha sido allí el emblema de todas las tiranías, desde el amordazamiento de la opinión y la persecución de los curas peruanos, hasta el atropello del comercio. En la bahía de Arica no podían hombres libres hacer el trabajo de los estibadores y fleteros, el carguío y la descarga se hacía con tropa de los regimientos acantonados allí, tropa que tenía la consigna infame de echar al mar de cada dos bultos uno de los que venían del Perú, en esta inaudita política de odio gastaron los millones de la Nación nuestros sabios y nuestros estadistas.
"La libertad de opinar y el problema de Tacna y Arica" (1921)

Sin embargo desde que el historiador Benjamín Vicuña Mackenna pronunciara su famosa frase "No soltéis el Morro", que Gonzalo Bulnes consideró un grito histórico, la anexión definitiva de Tacna y especialmente Arica habíase convertido en una opinión mayoritaria en la sociedad chilena.
El Estado peruano llevó a cabo estrategias para contrarrestar las políticas de "chilenización" y conservar la adhesión de sus "provincias cautivas". Para ello subvencionó agentes que incursionaron precisamente en espacios que suelen moldear el carácter nacional de los individuos: escuelas, parroquias, sociedades benéficas y prensa. Hubo una suerte de doble administración que tuvieron ambas provincias: una formal chilena con base jurídica, y otra informal y clandestina, llevada a cabo por el Perú. Estas acciones peruanas clandestinas contribuyeron a que durante las primeras décadas del siglo XX Chile aplicara políticas drásticas contra los agentes peruanos y la población irredenta.

## Sucesos

### Tacna

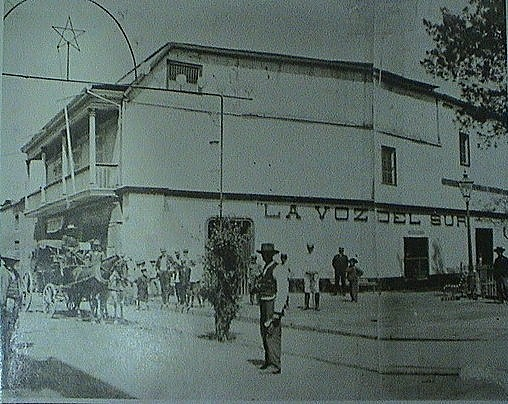
Diario "La Voz del Sur". Tacna.

El Banco de Tacna que, cerrado en 1880 por la guerra, abrió nuevamente en 1884 bajo legislación chilena, pero sus billetes circularon sellados como bolivianos. El banco fue liquidado el 7 de abril de 1921 conforme a la política chilena.
"La Revista del Sur" de Andrés Freyre, publicado desde 1866 en Tacna fue cerrada por orden de la autoridad chilena en 1880. En 1882 apareció "El Tacora", de la misma familia. "El Tacora" de Roberto Freyre Arias, era el diario peruano que publicaba críticas a las autoridades militares, administrativas y judiciales chilenas. Un inserto de este diario publicó en 1902 el "Himno de Tacna" que Modesto Molina redactó en 1886.
El 9 de febrero de 1900 se clausuraron las escuelas privadas en Tacna amparada en la "Ley de Instrucción Primaria de 1860". El cierre condujo a la creación de escuelas clandestinas que funcionaban en casas de peruanos.

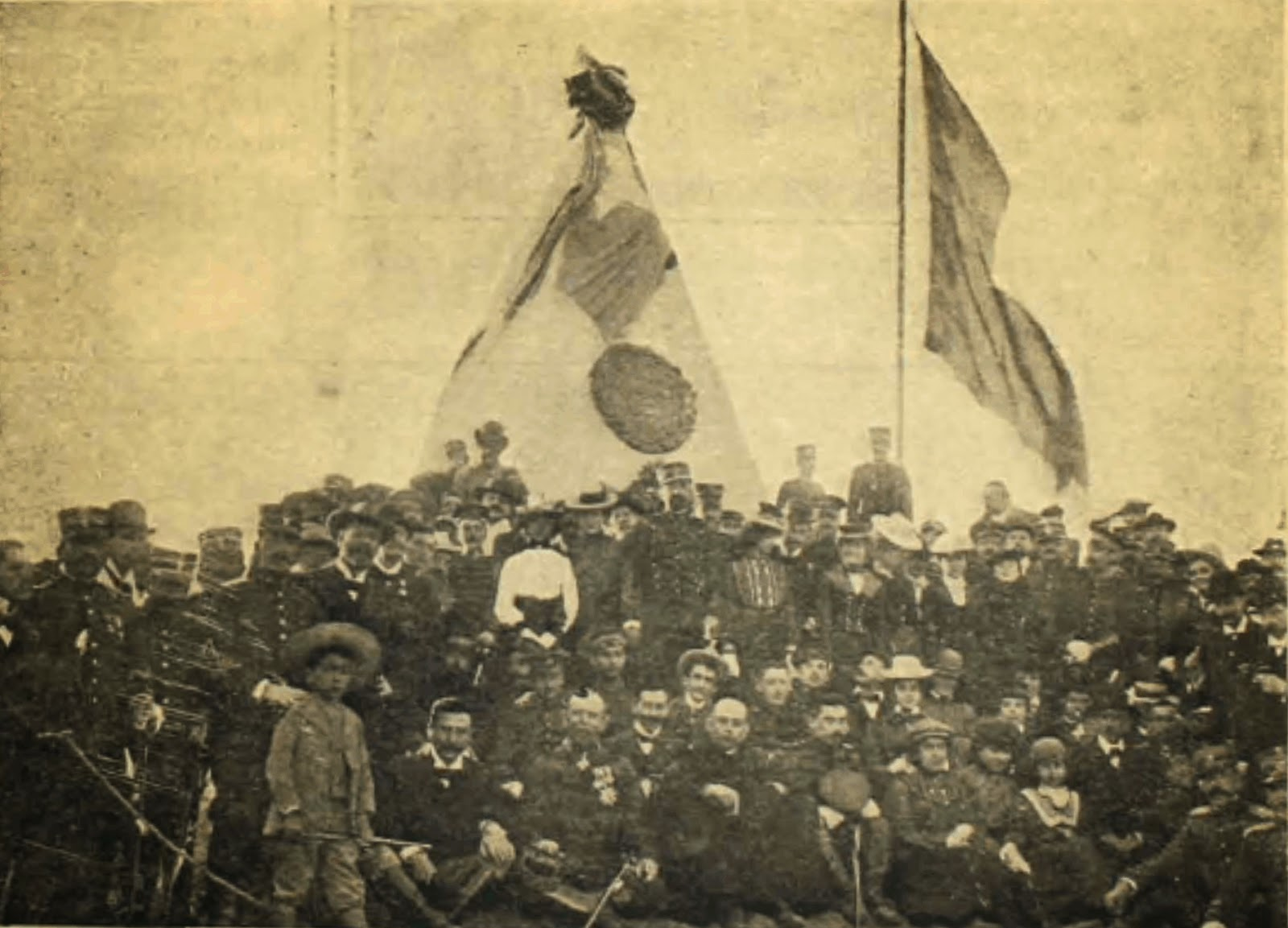
La Cripta de los Héroes siendo inaugurada en 1901.

Fue 19 de septiembre de 1901 (Día de las Glorias del Ejército de Chile) se inaugura la Cripta de los Héroes en homenaje a los caídos en la batalla de Tacna por la administración chilena en colaboración con el comité Pro Patria, teniendo en su inscripción "Pro Patria 28 de Mayo de 1880" (en vez del 26 de mayo). Los curas peruanos de Tacna, que posteriormente serían expulsados, no quisieron solemnizar la ceremonia.
El 28 de noviembre de 1910, un grupo de asaltantes atacó a los Freyre (del diario "El Tacora"), saqueó la imprenta y la casa de la familia que se encontraba a dos cuadras del cuartel de la policía en la calle San Martín. La mañana siguiente los vecinos de la calle Alameda y San Martín colaboraron con los Freyre para reconstruir la imprenta. La imprenta fue reconstruida parcialmente.
El grupo paramilitar chileno conocido como Los Mazorqueros expulsaba a los peruanos y pintaba una cruz negra en sus casas. En algunos comercios no se vendían productos a peruanos. Las celebraciones patrióticas peruanas estaban prohibidas en Tacna y Arica, mas no las extranjeras como la italiana.
La población peruana canalizó a través de Manuel Portocarrero las denuncias de intimidaciones, desapariciones y deportaciones. Portocarrero lleva estas denuncias a la Comisión Plebiscitaria. En enero de 1925 el general Pershing expone a la Comisión que se han efectuado 710 deportaciones de peruanos como en la nave inglesa Ebro enviando a los peruanos al sur de Arica. El 2 de junio de 1926, el embajador estadounidense William Collier recoge la información que 250 peruanos de Tacna y Arica vivían en Santiago contra su voluntad. Las intimidaciones provocaron que otros se asilaran en la nave Ucayali, en la Delegación de límites, en Bolivia o al norte del río Sama en Perú.
El 6 de enero de 1926, doscientos cincuenta nacionalistas chilenos atacaron a peruanos plebiscitarios, entre quienes estaban el Dr. Emilio F. Valverde y el Jefe de la Marina Carlos Rotalde También fue atacado el Almirante Gómez Carreño, Intendente chileno de Tacna y colaborador la Comisión Plebiscitaria.
 Estos hechos sucedieron en frente de la policía local, sin que los agresores recibieran sanción. Sucesos similares ocurrieron el 5 de marzo de 1926, donde los agresores eran apoyados por conspiradores de Santiago.
El 19 de noviembre de 1926, un grupo de pobladores de la comunidad aimara de Challaviento asesinan a 3 carabineros chilenos e incendian el cuartel chileno de la zona. Los comuneros de Challaviento acusaron a los carabineros de haber violado a una joven y de asesinar a un poblador boliviano que fungía de alcalde. Por temor a las represalias, las comunidades aymaras de Toquela, Palquilla, Ataspaca, Caplina y Challaviento deciden retirarse con rumbo norte hacia el territorio peruano.
En 1927, el gobierno del Perú otorgó un crédito de 2,000 libras para abonar los daños sufridos en Tacna por Pedro J. Muzzo, propietario de una botica incendiada por una turba chilena
Cercano el plebiscito, la chilenización provocó la desaparición forzosa de peruanos en Tacna, Tarata, Arica y sus poblados aledaños. Esta lista fue entregada al árbitro estadounidense por medio de la cancillería peruana. Posteriormente se han erigido monumentos y placas conmemorativas en Tacna y Tarata en recuerdo de los desaparecidos en las jornadas plebiscitarias.
Este proceso afectó la inscripción de votantes para el plebiscito, por lo que el secretario estadounidense Frank Billings Kellogg, resolvió que no hubiera plebiscito; la razón: la convicción de que era imposible celebrar el acto si Chile ejercía dominio en las provincias en disputa.
El historiador tacneño Jorge Basadre cuenta que su tía Elvira Basadre se casó con el gerente del Banco de Chile en Tacna y fueron padres de Federico Dahl Basadre, primo hermano y compañero infantil del historiador. Ya en 1925 regresaron los dos tacneños para votar en el plebiscito. Desde Santiago Federico D. Basadre para votar por Chile y desde Lima Jorge Basadre para votar por el Perú.

### Arica

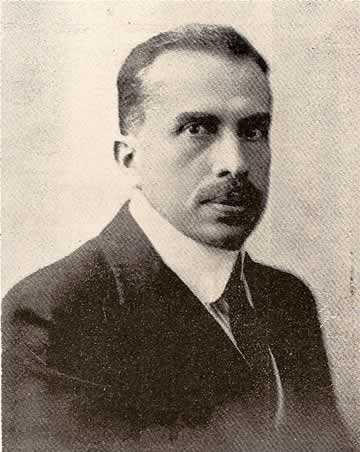
Federico Barreto. Poeta peruano.

Arica en 1887 contaba con dos escuelas peruanas, una de niños y otra de niñas, y estaban matriculados 204 alumnos en total. En mayo de 1892 la Sociedad de Beneficencia Peruana inaugura la Escuela Nocturna Peruana con 6 alumnos.
El 24 de junio de 1894, día de San Juan, la iglesia de San Marcos de Arica tenía izado el pabellón peruano con las insignias masónicas, organizada por la logia "Fraternidad Universal". En el evento participaron tanto personajes peruanos como chilenos.
En 1896 en Arica funcionaba la "Escuela de Niños №1" dirigida por el peruano Antonio Zambrano. En septiembre de 1896 Julio D. Moreno fundó la escuela particular de Instrucción Primaria en la calle Ayacucho 6041 y en marzo de 1897 la Sociedad de Señoras de Arica creó la "Escuela Peruana de Niñas" en la calle San Marcos №5142, que luego se llamaría "Colegio de Santa Rosa". En 1899, Osvaldo Zeballos Ortiz era el director de la "Escuela Peruana de Niños" que era regentada por la "Sociedad Peruana de Beneficencia de Arica", la que llegó a contar con 104 alumnos al finalizar 1899.
El ariqueño Guillermo Billinghurst fue quién apoyó la creación del diario "La Voz del Sur" el 18 de mayo de 1893, que fue dirigido por Ernesto Zapata, luego por Modesto Molina y en 1898 por José María Barreto, hermano de Federico Barreto. Emuló el estilo del diario "El Comercio" que se publicaba en Lima, acentuando los valores patrióticos peruanos, polemizando con el diario "El Pacífico" donde colaboraban autoridades de la administración chilena como el intendente Máximo Lira, Antonio Subercaseaux Vicuña, Abraham Konig, Anselmo Blanlot Holley, Emilio Rodríguez Mendoza.
El diario "Morro de Arica" del 28 de julio de 1897, celebración de la independencia del Perú, publicaba en Arica estamos en el décimo sexto año de cautiverio, sin ver flamear nuestro querido bicolor; libando día a día la copa del infortunio más cruel. Las fiestas patrias peruanas, organizadas por la Sociedad Peruana de Beneficencia, se celebraron con desfiles, discursos y otros actos públicos hasta el día 30 de julio, y contaron con la presencia de las autoridades chilenas.
De igual manera fue celebrado el 18 de septiembre de 1897 por el cuerpo administrativo chileno. El diario "Morro de Arica" publicaba Felicitamos a la colonia chilena de este puerto por la manera digna como ha celebrado el aniversario de su patria.
El primer enfrentamiento entre peruanos y chilenos en Arica fue a causa una colecta realizada el 16 de noviembre de 1898 por "Sociedad Unión Chilena de Auxilios Mutuos" para reparar un bien que pertenecía a la peruana "Fraternidad Universal". El dinero recolectado no fue suficiente para la reparación y los donantes querían que se entregase a la "Fraternidad Universal" para el fin que habían aportado, mientras que José Manuel Trucios no deseaba entregarlo. Trucios era empleado del gobierno de Chile en la aduana de Arica y además editaba el diario "El Chilenito" desde cuyas páginas se enfrentó al editor peruano del diario "Morro de Arica". El 30 de noviembre de 1898 Trucios dejaba la Aduana de Arica probablemente por motivo de estos eventos. Los mismos socios de la "Sociedad Unión Chilena de Auxilios Mutuos" denunciaron a Trucios por malversar fondos.
Hasta 1899 se celebraban normalmente la independencia del Perú el 28 de julio, la independencia de Chile el 18 de septiembre y el 20 de septiembre que celebraba la colonia italiana en Tacna y Arica.
En 1900 llegaron a Arica dos buques: el "Almirante Cochrane" y el "Mutilla", que realizaron ejercicios militares hasta agosto.
El gobernador de Arica, Manuel Montt, prohibió las celebraciones de la independencia del Perú el 28 de julio de 1900. El diario Morro de Arica publicaba: Hoy no celebraremos el aniversario de nuestra emancipación política con el esplendor de otros años, contentándonos con levantar un altar a la patria en lo más recóndito de nuestros corazones y en el silencio que se nos ha impuesto
En Tacna, en agosto de 1900 venía desde Santiago un sacerdote castrense para realizar misas en público, así como misas en el hospital de Arica. Las iglesias pertenecían a la diócesis de Tacna y Arica, que seguían dependiendo del Obispado de Arequipa.
El 23 de enero de 1901 empezaron a llegar a Arica en el vapor "Chile", las primeras familias chilenas con el fin de que se establecieran en la ciudad y se emplearan trabajadores chilenos en el puerto antes que a la población peruana. Los nuevos jornaleros chilenos cobraban 300% más que los despedidos peruanos y esto afectó al comercio de Tacna y Arica. La medida fue impopular y tuvo eco en la prensa de Chile que expresaba Si debe chilenizarse aquella provincia debe hacerse por el único camino posible: no crear a los chilenos una situación profundamente odiosa, sino unificar una y otra parte de la población en obras y manifestaciones de provecho y gusto común. La medida que imponía el monopolio fue desestimada.
Tampoco se celebra la fiesta patria peruana el 28 de julio de 1901. El diario Morro de Arica publicó un poema del ariqueño Enrique del Piélago: Mientras tanto de pie, como el romano, Y sobre el corazón puesta la mano, Digamos a la Patria sin cesar: Que hoy aman más que nunca los cautivos, A su Patria el Perú y mientras vivos, Es a ella sólo a quien podrán amar.
En julio de 1903, la Sociedad Peruana de Beneficencia de Arica bajo la presidencia de Emilio Bravo, acordó entregar a la Junta Patriótica de Lima los fondos recaudados por 12 años a favor del rescate de éstas provincias

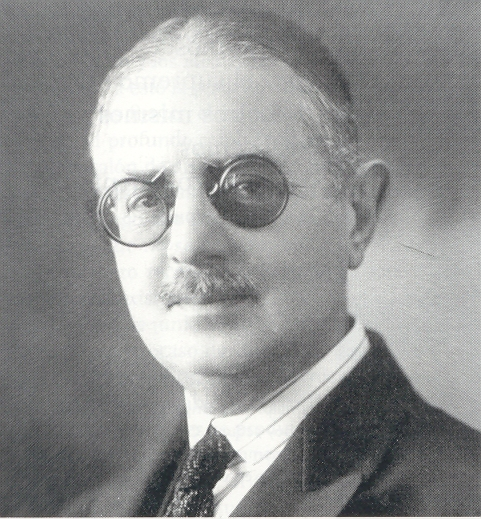
Salvador Allende Castro, abogado y periodista chileno, padre de Salvador Allende Gossens futuro presidente

En marzo de 1904 el diario "El Morro de Arica" cumplió 14 años y como indicaba en esa edición su redactor, el periodista Gerardo Vargas Hurtado, fue fundado con el exclusivo objeto de defender los intereses peruanos en estos territorios y del comercio local, creemos haber cumplido en todo tiempo, con altitud de miras, ese programa.
El 18 de julio de 1911, cerca de ochocientos jornaleros chilenos que trabajaban en el ferrocarril Arica-La Paz, se encontraban en Tacna quienes asaltaron y destruyeron en cuatro horas, los diarios peruanos "La Voz del Sur" y "El Tacora", luego entraron al Club de la Unión donde destruyeron el local. La familia Freyre acusa del hecho al abogado Salvador Allende Castro.
Salvador Allende Castro, fue radical y masón que difundió un poema llamado "El Morro", utilizando las palabras de un soneto llamado "El Altar del Sacrificio" que previamente había escrito el poeta tacneño Federico Barreto desde el punto de vista peruano. Su hijo, el presidente Salvador Allende, estudió en el Liceo de Tacna desde 1910 hasta 1918 y realizó en 1924 su servicio militar en el regimiento Lanceros de Tacna.
El ariqueño Gerardo Vargas Hurtado fue fundador del periódico "El Ariqueño". El diario "El Morro de Arica" fue fundado en 1893 por Alfredo Corrales y Nicasio Ruiz de Olavarría. Ambos diarios publicados en Arica realzaban los valores peruanos. "El Morro de Arica" publicado hasta 1911 cuando fue cerrado por la autoridad chilena. Fue el diario "El Chilenito", fundado por José Manuel Trucios, quien desde este diario atacaba a los editores de "El Morro de Arica".

### Tarapacá
Antes de la guerra, en un censo oficial del gobierno del Perú levantado en 1876, se estableció que la población chilena en Tarapacá ascendía a 9664 personas, que equivalían a un 25,28% de la población total de la zona.
Hacia 1885, cuando el territorio de Tarapacá ya había sido cedido a Chile por parte del Perú,
el Censo General de la Población de Chile arrojó que el 43,22 % de la población total de Tarapacá era de origen boliviano y peruano.
En 1891 los jóvenes peruanos tarapaqueños pidieron al gobierno de Eduardo López de Romaña que les subvencionasen becas de estudios en colegios nacionales peruanos del Departamento de Tarapacá. El Congreso del Perú aprobó este pedido el 7 de noviembre de 1891
En 1910 existían en Tarapacá imprentas, colegios, bomberos, clubes, mutuales, empresas, logias y curas peruanos que convivían sin dificultad con la población de Chile. El Himno Nacional del Perú seguía escuchándose en las victrolas. El inicio de la chilenización tuvo lugar con el surgimiento de las Ligas Patrióticas que empezaron a configurar una limpieza étnica de las provincias del norte de Chile.
En Pica, hasta 1911, las escuelas peruanas eran apoyadas por las monjas de San José de Cluny y el párroco de Pica, a pedido de la "Sociedad Peruana de Hombres y de Señoras". En 1911 el gobierno de Chile decretó el cierre de las escuelas peruanas, y permitió la operación de un único centro educativo llamado "Valparaíso High School", dirigido por Juan Eduardo Edmonson, quien apeló a su apellido inglés para continuar sus labores. En 1922 continuaban aún en funcionamiento cinco escuelas ilegales peruanas en el Oasis de Pica, dirigidas por Ofilia Prat, Virginia Olcay, Luis Olcay, Juan Edmonton y Lucio Zavala. También en Tarapacá fue acusada María Vernal de brindar clases particulares ilegales. El permiso le fue denegado por considerar que transmitía valores peruanos.
En 1926, la profesora peruana Ema Venegas en Alto San Antonio fue acusada de antipatriotismo al no asistir a la celebración del 18 de septiembre; así como Haydee Murillo en Pica, cuyas enseñanzas tuvieron que ser vigiladas por las autoridades locales.
Hasta 1930, el Estado chileno tuvo poca preocupación en fiscalizar las labores educativas en Tarapacá.
El diario obrero "El Despertar de los Trabajadores" de Luis Emilio Recabarren, líder sindical chileno, fue uno de los que sufrió el empastelamiento e incendio a manos de las ligas patrióticas. Esto mismo sucedería con los diarios "La Voz del Sur", "El Tacora", "El Ariqueño" y "El Morro de Arica", publicados en Tacna y Arica.
A fines de abril de 1918, el Comité Pro Patria decretó en Iquique la expulsión de 40.000 peruanos y casi chilenos de padres peruanos. Una cruz negra en la puerta indicaba que el comité confiscaba la propiedad y los moradores eran expulsados de Tarapacá. El pasquín llamado "El Lucas Gómez" empezaba a publicar en sus páginas actas de defunción de los que aún no habían abandonado la ciudad.
Los refugiados llegaron a El Callao y más tarde conformaron la urbanización Tarapacá. En el Callao fueron marginados y tratados como "chilenizados", sufriendo nuevamente discriminación por parte de sus connacionales, y estos decidieron marcharse al Putumayo, San Martín, Ramón Castilla, Maynas y Trapecio amazónico.